# Iglesia de Santiago Apóstol (Santibáñez de Béjar)
La iglesia de Santiago Apóstol es la única iglesia del municipio de Santibáñez de Béjar (Salamanca, España).

## Descripción
Su construcción se data a mediados del siglo XV, habiendo sufrido desde entonces varias remodelaciones, siendo la de los años 1956-1959 la más importante. Desde entonces conserva su estado actual. Se ubica en el centro del pueblo, al lado del colegio, de la torre del reloj y del ayuntamiento y la plaza mayor.
La torre es empedrada, de unos 25 metros de altura, casi tres veces superior que la iglesia. En el este está formada por un ábside, en el norte por un porche formado por la antigua entrada al templo y por unas columnas de piedra de granito. En el sur está la fachada principal formada por dos puertas de entrada y una pared empedrada con un rosetón sencillo en forma estrellada. 
En el interior del templo columnas de arco de medio punto y en el fondo el altar mayor y a los dos lados otros altares con la forma de la virgen María y Jesucristo resucitado. A la subida al campanario en el primer piso se encuentra la tribuna, donde el coro municipal canta en la misa de las fiestas de octubre a la Virgen de Valparaíso y el día de Santiago Apóstol. Su techumbre es totalmente mudéjar, siendo junto con la iglesia de Candelario las mejores conservadas y de mejor calidad artística de los municipios de la provincia salmantina. En enero de 1996 el viento y la lluvia provocó el derrumbamiento del nido de cigüeñas sobre el pórtico de la iglesia, destrozando parte del tejado de la iglesia.
- Datos: Q5555972